# Hrabstwo Dauphin
Dauphin – hrabstwo w stanie Pensylwania w USA. Populacja liczy 268100 mieszkańców (stan według spisu z 2010 roku).
Powierzchnia hrabstwa to 1445 km² (w tym 83 km² stanowią wody). Gęstość zaludnienia wynosi 197,1 osoby/km².

## Miejscowości

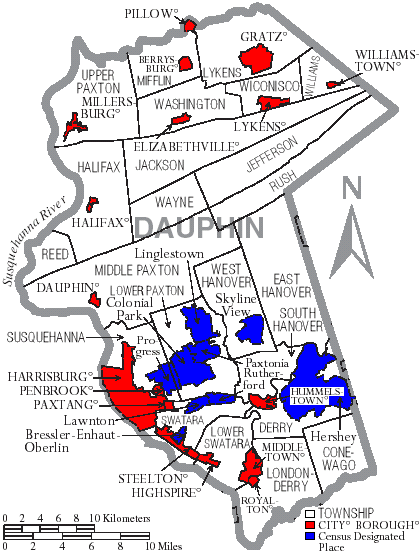
Rozmieszczenie miast i Broughs na mapie hrabstwa

### Miasta
- Harrisburg

### Boroughs
| - Berrysburg - Dauphin - Elizabethville - Gratz - Halifax - Highspire - Hummelstown - Lykens | - Middletown - Millersburg - Paxtang - Penbrook - Pillow - Royalton - Steelton - Williamstown |